# Carl Adolph Cornelius

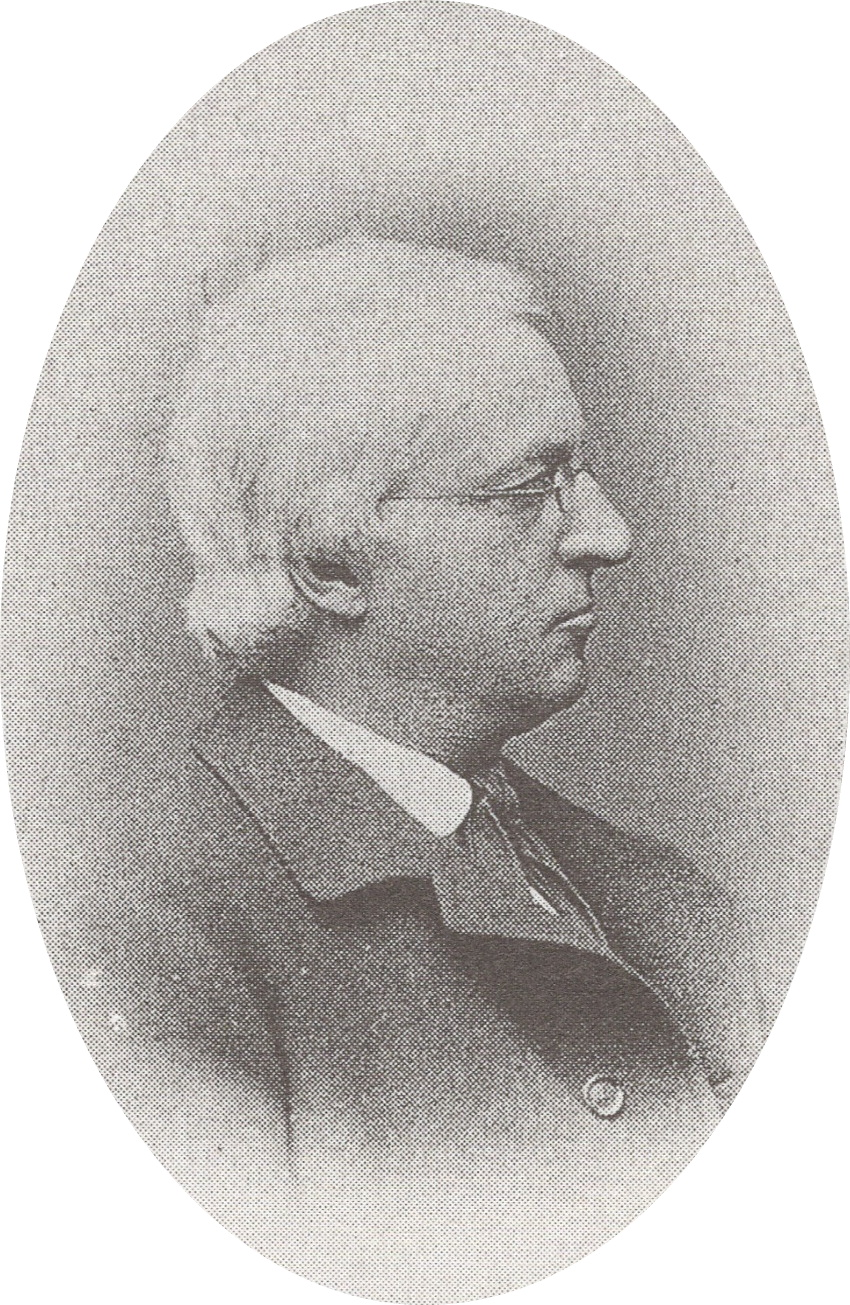
Carl Cornelius

Carl Adolf Wenzeslaus Cornelius, ab 1892 von Cornelius, (* 12. März 1819 in Würzburg; † 10. Februar 1903 in München) war ein deutscher Historiker und Kirchenhistoriker.

## Leben
Carl Adolf Cornelius war ein Sohn des Schauspielerehepaars Carl (1793–1843) und Friederike Cornelius, geb. Schwadtke (1789–1867). Der Komponist Peter Cornelius (1824–1874) und die Schriftstellerin Auguste Cornelius (1826–1891) waren seine Geschwister.
Cornelius studierte an den Universitäten Bonn und Berlin unter anderem bei Leopold von Ranke. Anschließend arbeitete er als Lehrer an den Gymnasien in Emmerich und Koblenz sowie 1846 bis 1849 am Lyceum Hosianum in Braunsberg. In den Jahren 1848/49 war er Mitglied der Frankfurter Nationalversammlung. Cornelius gehörte den Fraktionen Casino und Pariser Hof an.
Zunächst arbeitete er nach 1849 ohne offiziellen Lehrauftrag als Wissenschaftler. Im Jahr 1851 habilitierte er sich an der Akademie Münster. 1852 wurde er Dozent für Geschichte in Breslau. 1854 erfolgte die Ernennung zum Professor an der Universität Bonn und 1856 an der Universität München, wo er die so genannte „katholische Professur“ erhielt, obwohl er keineswegs ein ultramontaner Historiker war. In dieser Zeit arbeitete er an einer Geschichte des Täuferreichs von Münster. Cornelius kommt dabei das Verdienst zu, die Überlieferung zum Täufertum, aber auch zum Humanismus, in Münster kritisch erschlossen zu haben.
Politisch war er zunächst großdeutsch eingestellt, wurde aber während der Reichseinigungszeit zu einem Bewunderer von Otto von Bismarck. Cornelius unterstützte die Positionen von Ignaz von Döllinger. Er befürwortete Reformen in der katholischen Kirche und lehnte das Unfehlbarkeitsdogma ab. Cornelius gehörte zu den Befürwortern der altkatholischen Kirche und wurde deren Mitglied.
Er war ab 1860 ordentliches Mitglied der Bayerischen Akademie der Wissenschaften und gehörte deren Historischer Kommission an. Cornelius übernahm die Leitung bei der Herausgabe der Wittelsbacher Korrespondenzen. Dies war eine Sammlung von Akten der bayerischen Herrscher des 16. und 17. Jahrhunderts. In den 1870er Jahren arbeitete er vor allem über Johannes Calvin. Von 1890 bis 1898 war er Sekretär der philosophisch-historischen Klasse der Akademie als Nachfolger Wilhelm von Giesebrechts. 1892 erhielt er den Maximiliansorden und den damit verbundenen persönlichen Adelstitel (von Cornelius). Ab 1897 war er korrespondierendes Mitglied der Preußischen Akademie der Wissenschaften.
1857 heiratete er in Bonn Elisabeth Simrock (1829–1907), Tochter des Musikverlegers Peter Simrock (1792–1869) und Enkelin des Musikverlegers Nikolaus Simrock. Das Paar hatte zwei Söhne, Carl Theodor Cornelius (1860–1878) verstarb noch während seiner Gymnasialzeit, Hans Cornelius (1863–1947) wurde Philosoph.

## Schriften (Auswahl)
- Berichte der Augenzeugen ueber das muensterische Wiedertaeuferreich. Theissing, Münster 1853 (Digitalisat).
- Geschichte des münsterischen Aufruhrs der Wiedertäufer. Weigel, Leipzig 1860 (Digitalisat).
- Die Gründung der calvinischen Kirchenverfassung in Genf 1541. Verlag der königlichen Akademie der Wissenschaften, München 1892 (Digitalisat).
- Die ersten Jahre der Kirche Calvins 1541–1546. Verlag der Königlichen Akademie der Wissenschaften, München 1896 (Digitalisat).
- Historische Arbeiten, vornehmlich zur Reformationszeit. Duncker & Humblot, Leipzig 1899 (Digitalisat).